# Rogmocrypta puta
Rogmocrypta puta är en spindelart som beskrevs av Simon 1900. Rogmocrypta puta ingår i släktet Rogmocrypta och familjen hoppspindlar. Inga underarter finns listade i Catalogue of Life.